# Nocturna (canción)
Nocturna es el cuarto sencillo de la banda portuguesa Moonspell publicado en 2001, desprendido del álbum Darkness and Hope. 

## Listado de canciones
1. Nocturna
2. Firewalking

- Datos: Q6044268